# عبد السميع بيومي
الشيخ عبد السميع بيومي (1905 - 1981) مُنشد ومبتهل ومُقرئ مصري، عمل لدى الإذاعة المصرية.

## مولده و نشأته
ولد الشيخ عيد السميع بيومي بمحافظة المنوفية عام 1905 م
وحفظ القرآن الكريم بمدرسة الباجور الابتدائية، وَ جَوَّده على الشيخ حسن الجريسي، ثم تعلم القراءات السبع على الشيخ حسن صبح .
وتعلم كذلك المقامات الموسيقية ومبادئ العزف على العود على الشيخ درويش الحريري .

## شهرته
عَرِف الشيخ عبد السميع بيومي الغناء الديني عن والده الشيخ بيومي عيسى الذي كان مُنشدًا لقرية الباجور ، وقد بدأ الشيخ عبد السميع بتلاوة القرآن الكريم وإنشاد السيرة العطرة والابتهالات الدينية بالقاهرة وجميع المحافظات ونال شهرة واسعة بفضل عذوبة الصوت وسلامة الأداء ودقته، و قد كان عضوًا في بطانة الشيخ علي محمود مع الشيخ طه الفشني والشيخ محمد الفيومي .

## أعماله
قدم الشيخ عيد السميع بيومي للإذاعة العديد من الابتهالات والموشحات والتسجيلات الخارجية التي تعتبر من الكنوزالمدفونة .
- - سجل الشيخ عبد السميع ماتيسر له من بعض سور القرآن الكريم لإذاعة الشرق الأدنى التي أنشأها الاحتلال البريطاني في الأربعينيات عندما كان الراحل الفنان السيد بدير مديرًا بالإذاعة، و يتوفر منهم تسجيلين مِن سورة البقرة و سورة النساء .
  - شارك الشيخ سيد النقشبندي في أسماء الله الحسني أداء جماعي للإذاعة مع الشيخ محمد الفيومي ، وقد تأثر كثيرًا وبكى عند وفاة الشيخ سيد النقشبندي رحمه الله .
  - سجل أيضًا للتلفزيون المصري في الستينيات موشح أشرق الكون بالهدى بالموسيقى وكذلك أسماء الله الحسنى لأسم الله القدوس بالموسيقى من خلال أداء تمثيلي للفنان محمد السبع وأحمد أباظه .
  - استعان به الراحل المايسترو عبد الحليم نويره ليكون مسئولاً عن تدريس الإنشاد الديني لفرقة الموسيقى العربية في السبعينيات .
  - كان الشيخ إمام عيسى أحد أفراد بطانة الشيخ عبد السميع لفترة طويلة وهو مدفون معه كما أوصى بمقابر الأسرة بالدرّاسة .
    - تلاوات قرآنية نـادرة جدًا
    - ابتهالات نـادرة جدًا

## مرضه
ظل الشيخ عبد السميع بيومي يقدم ابتهال الفجر حتى أواخر أيامه رغم سنه الكبير ومرضه الشديد وذلك لإصرار الدكتور كامل البوهي رثيس إذاعة القرآن الكريم في ذلك الوقت علي الاستمرار وعدم الاعتزال .
وقد تميز الشيخ عبد السميع على المستوى الشخصي بالبساطة والتواضع وعدم الجري وراء الأضواء ولذلك لم يسلط عليه الضوء كما يستحق رغم أنه واحد من العمالقة في زمانه .

## وفاته
كان الشيخ عبد السميع يقيم في القاهرة بحي الغوريه بالقرب من شارع الأزهر وظل به حتى مماته عام 1981 م، عن عمر يناهز 76عامًا قضاها فِي رحاب القرآن الكريم و الابتهالات الدينية، و تمّ دفنه بمقابر الأسرة بالدرّاسة بمدينة القاهرة .